# Keresova obrana
Keresova obrana (ECO A40) je šachové zahájení zavřených her charakterizované tahy
1. d4 e6 2. c4 Sb4+
Zahájení často přechází do jiných. Hraje-li černý Jf6 zahájení přechází do Bogoljubovy indické obrany , hraje-li černý f5, zahájení přechází do holandské obrany.

## Historie
První záznam je z partie zápasu J.Loewenthal-H.Buckle, Londýn 1851. Zahájení nese název po estonském velmistru Paulu Keresovi, který tak hrával ve 40. letech 20. století.
V 80. letech tak hrával V. Eingorn. Počátkem 90. let pokračování zkoušel Anthony Miles. Dnes toto zahájení jednou za čas zvolí Sergej Movsesjan.

## Strategie
Ideou zahájení je, aby černý po 3. Jc3 mohl hrát i f5 s přechodem do holandské, kde včasný vývin dámského jezdce se nepovažuje za nejvhodnější. Keres tak hrával hlavně proto, že vznikaly méně obehrané pozice.

## Varianty bez 3. Sd2
1. d4 e6 2. c4 Sb4+
- 3. Jd2
  - 3... f5 - holandská obrana
  - 3... c5 4. a3 Sxd2+ 5. Dxd2 cxd4
    - 6. Dxd4 Jf6 s protihrou
    - 6. Jf3 Jf6 - Bogoljubova indická obrana

  - 3... d5 4. Jfg3 Jf6 - Bogoljubova indická obrana
  - 3... Jf6 - Bogoljubova indická obrana
- 3. Jc3
  - 3... b6
  - 3... Sxc3+ 4. bxc3 f5 s komplikovanou hrou - holandská obrana
  - 3... f5 - holandská obrana
  - 3... Jf6 - Nimcovičova indická obrana
  - 3... c5 s protihrou

## Varianta 3. Sd2 Sxd2+
1. d4 e6 2. c4 Sb4+ 3. Sd2 Sxd2+ 4. Dxd2
- 4... f5 - Holandská obrana
- 4... b6 5. Jc3 Sb7 6. e4 Jh6 s lepší pozicí bílého
- 4... d5
  - 5. Jc3
  - 5. Jf3 Jf6 - Bogoljubova indická obrana

## Varianta 3. Sd2 a5
1. d4 e6 2. c4 Sb4+ 3. Sd2 a5
- 4. e4 d5 s protihrou
- 4. Jc3
  - 4... d6 5. e4 Jf6 nebo 5... e5 s protišancemi
  - 4... Jf6 5. e4 d6 - 4... d6
- 4. Jf3
  - 4... Jf6 - Bogoljubova indická obrana
  - 4... d6
    - 5. g3 Jc6 6. Sg2 e5 po 7. d5 Jb8 vyvíjí černý jezdce na h6 a má protihru
    - 5. Jc3
      - 5... f5
      - 5... Jf6 - Bogoljubova indická

    - 5.g3 Jc6 6. Sg2 e5 po 7. d5 Sxd2+ 8. Dxd2 Jb8 9. Jc3 se černý vyvíjí Jh6, bílý má sice prostorovou převahu, černý má ale možnosti protihry

## Varianta 3. Sd2 De7
1. d4 e6 2. c4 Sb4+ 3. Sd2 De7
- 4. Jc3
- 4. g3
  - 4... Jf6 - Katalánský systém
  - 4... f5 - Holandská obrana
  - 4... Jc6 5. Jf3
    - 5... Jf6 - Bogoljubova indická obrana
    - 5... Sxd2+ 6. Dxd2 Db4
      - 7. e3 Dxd2+ 8. Jbxd2 s mikroskopicky lepší koncovkou bílého
      - 7. Jc3 Dxc4 8. d5 s kompenzací za pěšce
- 4. Jf3
  - 4... f5 Holandská
  - 4... Jf6 Bogoljubova indická obrana
- 4. e4
  - 4... d5 5. e5 Jc6 6. Jf3 bílý má prostorovou převahu[3]
  - 4... Jc6 5. Jf3 Jf6 6. Sd3 s prostorovou převahou bílého[4]